# Марини (Виченца)
Марини је насеље у Италији у округу Виченца, региону Венето.
Према процени из 2011. у насељу је живело 50 становника. Насеље се налази на надморској висини од 113 м.